# Macrophiothrix longipeda
Macrophiothrix longipeda is een slangster uit de familie Ophiotrichidae.
De wetenschappelijke naam van de soort werd in 1816 gepubliceerd door Jean-Baptiste de Lamarck.